# WiMu

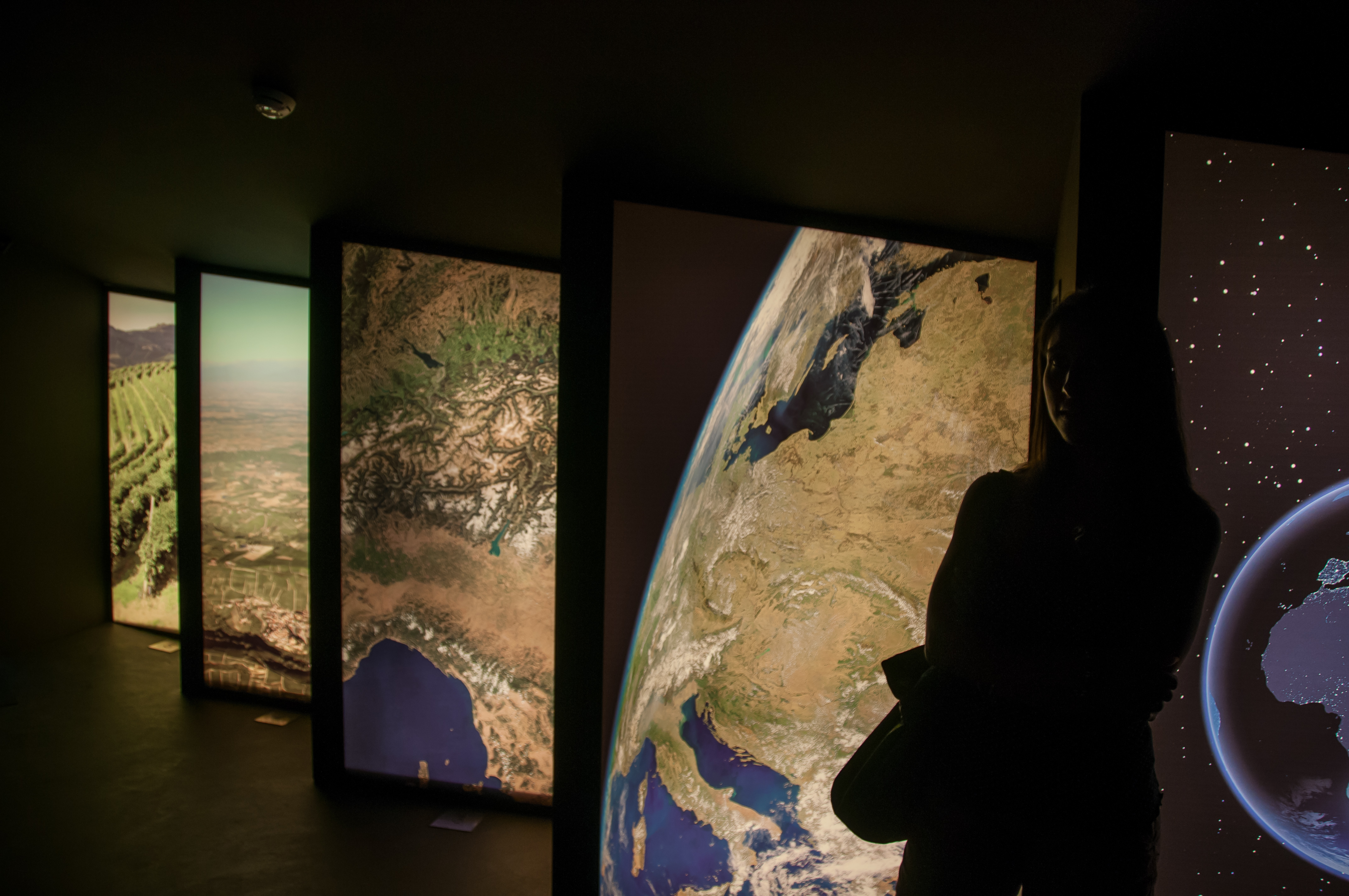
Interno del museo

Il museo del vino o WiMu (acrononimo di Wine Museum) è uno spazio espositivo storico, artistico e multimediale dedicato al vino e alla civiltà enoica. E ubicato nelle sale del castello duecentesco della famiglia Falletti, ora di proprietà del comune di Barolo, nei pressi di Cuneo.
Il museo fu inaugurato il 13 settembre 2010. La museografia ideata da François Confino è un invito a un'immersione simbolica, emozionale e sensoriale nella cultura del vino. La visita - che si snoda attraverso venticinque sale con concetti espositivi differenti in ogni sala - inizia dal piano superiore per poi scendere nei piani inferiori: il terzo piano è consacrato ai tempi del vino dove il visitatore viene trasportato alle radici della vite.
Il secondo piano si concentra sul secolare rapporto tra il vino e le arti: arti visive, letteratura, musica, cinema ed arti culinarie. Il piano nobile rende omaggio alla storia del castello e ai personaggi illustri (la marchesa Giulia di Barolo e il patriota Silvio Pellico) che lo hanno abitato nonché una biblioteca sulla storia del vino Barolo.
La visita si termina al piano interrato dove si può scoprire e degustare dei grand cru di Barolo.
Inoltre, il WiMu è uno delle location per il Wine Tasting Experience (Esperienza degustazione di vini italiani).